# Motorówki Straży Granicznej II RP
Motorówki Straży Granicznej II RP – typ małych jednostek patrolowych. Trzy motorówki „Kaszub”, „Mazur” i „Ślązak” służyły w Straży Granicznej od 1932 do 1939 roku. W kampanii wrześniowej wszystkie walczyły i zostały samozatopione.  Po wydobyciu z dna zostały wcielone do Kriegsmarine. Po wojnie jedna powróciła do Polski i służyła w Wojskach Ochrony Pogranicza do 1959, po czym została złomowana.

## Geneza
Straż Graniczna została utworzona w 1928 roku. Ochrona granicy morskiej należała do zadań Pomorskiego Inspektoratu Okręgowego SG, którego kierownik zlecił to zadanie Inspektoratowi Granicznemu SG w Gdyni, utworzonemu w maju 1928. W celu realizacji zadania inspektorat wyposażono w kuter żaglowo-motorowy Strażnik I przejęty od Straży Celnej. Działania kontrolne prowadził on głównie na redzie portu w Gdyni, a w razie sprzyjającej pogody raz w tygodniu odbywał rejs patrolowy wzdłuż granicy. Nie stanowiło to istotnej przeszkody dla kwitnącego przemytu drogą morską. 
W tej sytuacji w 1930 Straż Graniczna zamówiła w Państwowych Zakładach Inżynierii serię trzech motorowych łodzi strażniczych oraz jeden większy pościgowiec.
Kontrakt przewidywał budowę motorówek w Stoczni Modlińskiej, a ich projektantem został inż. Jerzy Cwingmann. 

## Konstrukcja
Motorówki miały kadłub konstrukcji stalowej, pełnopokładowy, z kabiną przewidzianą dla składającej się z czterech funkcjonariuszy załogi.
Wyporność wynosiła ok. 13 ton, przy długości 14 metrów, szerokości 3,10 metra i zanurzeniu 0,85 metra. 
Każda z nich pierwotnie była uzbrojona w dwa ciężkie karabiny maszynowe Maxim wz.08 kalibru 7,62 mm na trójnożnych, składanych podstawach morskich, po jednym na dziobie i rufie. Karabiny te umożliwiały prowadzenie ognia do celów powietrznych i nawodnych.
Napęd stanowił jeden silnik benzynowy firmy Kermath o mocy 225 koni mechanicznych, napędzający jedną śrubę. Prędkość maksymalna wynosiła niecałe 13 węzłów. 

## Służba
Po zakończeniu budowy w końcu marca 1931 motorówki otrzymały nazwy „Kaszub”, „Mazur” i „Ślązak”. Po przeprowadzeniu prób odbiorczych, 23 czerwca 1932 weszły one razem z „Batorym” w skład Flotylli Straży Granicznej, która została z tym dniem powołana do życia. Jej komendantem został podkomisarz Marian Filipowicz. Koszt budowy wszystkich czterech jednostek Flotylli wyniósł łącznie około 1,5 miliona złotych. 
Jednostki Flotylli formalnie były niewojennymi statkami państwowymi i w czasie służby nosiły banderę Polskiej Marynarki Handlowej, a na maszcie flagę z godłem Ministerstwa Skarbu w postaci żółtego symbolu laski Merkurego na białym tle. W nocy oznakowane były na służbie dwoma fioletowymi światłami na maszcie, ustawionymi pionowo nad sobą w odległości 1 metra.
Załogi motorówek składały się z trzech funkcjonariuszy Straży Granicznej: komendanta, sternika i motorzysty-mechanika (mimo że kabiny zaprojektowane były na cztery osoby). 
Pierwszymi komendantami byli: na „Kaszubie” Ignacy Lipiecki, na „Mazurze” Jan Majewski a na „Ślązaku” Franciszek Lisiecki. 
Motorówki stacjonowały, wraz z resztą Flotylli, w porcie rybackim Hel i pełniły przede wszystkim służbę patrolową na wodach Zatoki Gdańskiej, ze szczególnym uwzględnieniem red portów Gdyni i Gdańska. Ocenia się, że działania Flotylli SG, w tym motorówek, nie doprowadziły do likwidacji przemytu drogą morską, ale jednak ograniczyły jego rozmiar.
Braki środków finansowych negatywnie odbijały się na sprawności technicznej motorówek, w których nie wymieniano zużytych silników, co powodowało ich przestoje. Dopiero w 1937 wzrost przemytu dewiz wymusił przywrócenie motorówkom pełnej sprawności. 
W tymże roku „Ślązak” został dodatkowo uzbrojony w działko 37 mm, które wraz z amunicją udostępniła Marynarka Wojenna. Motorówka przeniesiona została następnie na dolną Wisłę i przekazana komisariatowi Straży Granicznej  w Gniewie. 
W sierpniu 1939 „Mazur” i „Kaszub” po mobilizacji zostały włączone w skład Marynarki Wojennej. 1 września podporządkowane zostały wraz z Flotyllą Straży Granicznej dowódcy Rejonu Umocnionego Hel kmdr. Włodzimierzowi Steyerowi.

## Losy wojenne „Mazura” i „Kaszuba”
„Mazur” i „Kaszub” już 1 września, stacjonując w porcie rybackim na Helu, wzięły udział w odparciu nalotu 28 bombowców nurkujących Ju-87. Następnego dnia również brały udział w obronie przeciwlotniczej ogniem swych karabinów maszynowych. Były też wykorzystywane do zadań pomocniczych. 
10 września Flotylla Straży Granicznej została rozwiązana, a załogi i uzbrojenie z motorówek przeniesiono na ląd. 
1 października obie motorówki podjęły próby ucieczki z Helu. Obie też, ostrzelane przez niemieckie okręty, musiały zawrócić do brzegu. Załogi zatopiły je w jego pobliżu, a same dotarły do lądu wpław. 
Jednostki zostały podniesione przez Niemców i po remoncie pod nazwami „Taucher 1” i „Panther” wcielone do Kriegsmarine, w której służyły do końca wojny. Prawdopodobnie niemożliwe jest dziś definitywne połączenie polskich i niemieckich nazw motorówek ze sobą.  
Po kapitulacji III Rzeszy przejęła je Wielka Brytania: „Taucher 1” jako „RN 596”, a „Panther” jako „RN 52”.  
Obie zostały następnie zidentyfikowane przez władze polskie i rewindykowane. Motorówka „RN 596” zatonęła w grudniu 1947 w sztormie w drodze do Polski koło przylądka Arkona na Rugii. Motorówka „RN 52” została skutecznie sprowadzona do Polski 1 października 1949. Po remoncie trafiła do Wojsk Ochrony Pogranicza. Nosiła  nazwy „Starówka” i „KP-3”. W 1959 została skreślona z listy jednostek WOP i zezłomowana. 

## Wojenne losy „Ślązaka”
1 września 1939 „Ślązak” osłaniał ewakuację polskiej ludności i funkcjonariuszy z niewielkiej enklawy na prawym brzegu Wisły na brzeg lewy, polski. W walce wystrzelił ponad 800 pocisków z działka 37 mm i 12 000 pocisków z karabinów maszynowych.
Jednostki Wojska Polskiego wycofały się z tamtego rejonu jeszcze 1 września, więc na telefoniczne polecenie komendanta Obwodu Straży Granicznej w Tczewie, „Ślązak” został zatopiony na głębokości 5 metrów przy główce regulacyjnej pod Gniewem. 
Prawdopodobnie już tydzień później Niemcy wydobyli go z dna i wcielili do swojej flotylli pod nazwą „Spatz”. 12 grudnia 1939 został jednak wycofany ze służby i nie wiadomo, co się z nim dalej stało.